# اکسید تیتانیم (III)
اکسید تیتانیم(III) (به انگلیسی: Titanium(III) oxide) با فرمول شیمیایی Ti۲O۳ یک ترکیب شیمیایی است. که جرم مولی آن ۱۴۳٫۷۶ g/mol می‌باشد. شکل ظاهری این ترکیب، بنفش تیره، جامد و بی بو است.